# تولکی
تولکی،یا،تولکه روستایی است از توابع بخش سیلوانه است که مردم آن کورد هستند تپه عزیز خان ۲ مربوط به هزاره سوم قبل از میلاد است و در شهرستان ارومیه، بخش سیلوانه، دهستان ترگور، روستای تولکی واقع شده و این اثر در تاریخ ۲۵ آبان ۱۳۸۷ با شمارهٔ ثبت ۲۳۵۸۰ به‌عنوان یکی از آثار ملی ایران به ثبت رسیده است.[۱] و آثار ملی آن و در شهرستان ارومیه استان آذربایجان غربی ایران.

## جمعیت
این روستا در دهستان ترگور قرار داشته و بر اساس سرشماری سال ۱۳۸۵ جمعیت آن ۲۹۱ نفر (۵۱ خانوار)
بوده‌است.